# Devipura, Arkalgud
Devipura là một làng thuộc tehsil Arkalgud, huyện Hassan, bang Karnataka, Ấn Độ.